# Danza de las tierras altas escocesas

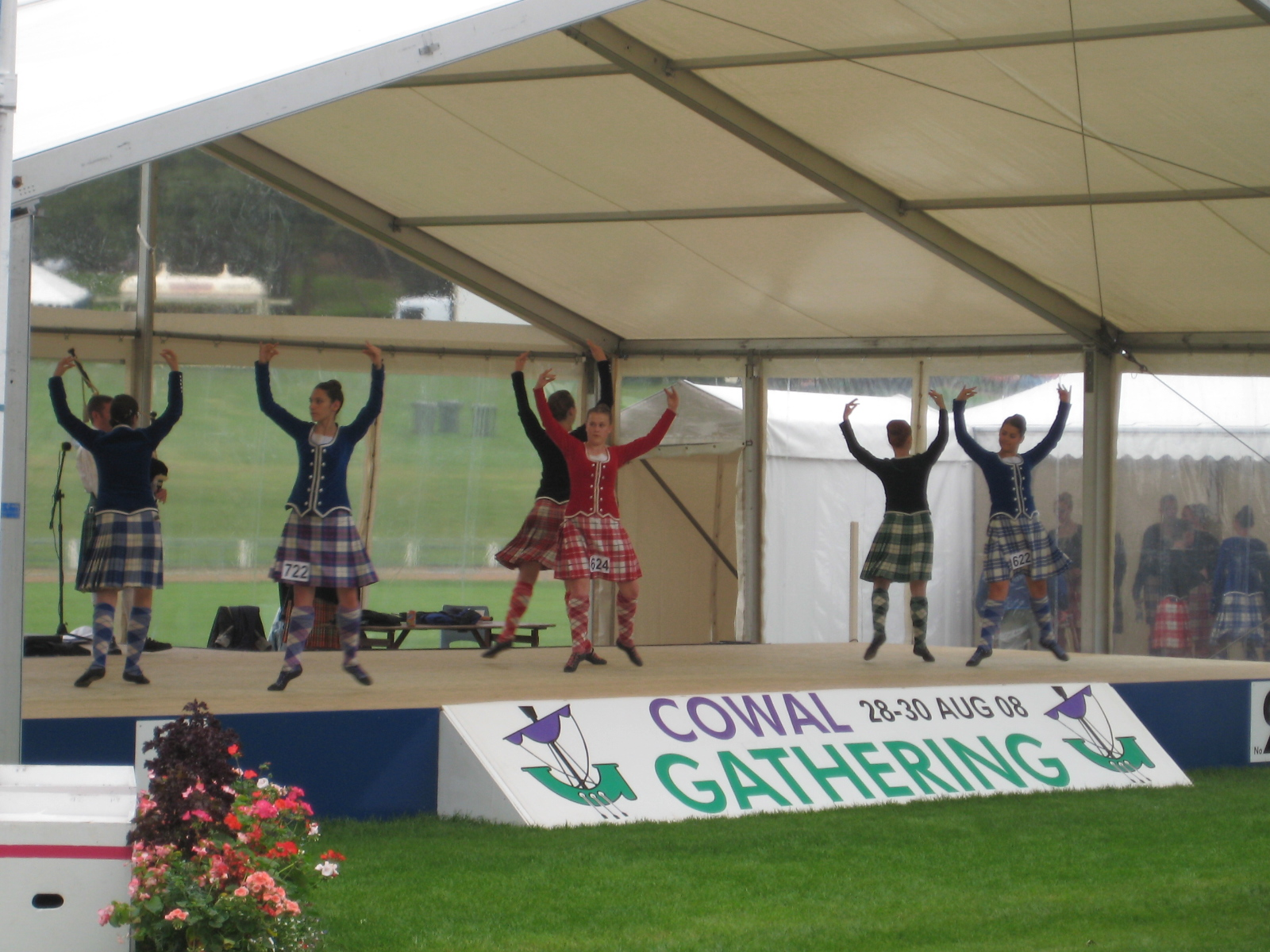
Bailarines de la danza de las tierras altas escocesas compiten en el Cowal Highland Gathering de 2008

Highland dance o  danza de las tierras altas escocesas (en gaélico escocés: dannsa Gàidhealach) es un estilo de baile competitivo desarrollado en las Tierras Altas de Escocia en los siglos XIX y XX, en el contexto de competencias en eventos públicos como los Juegos de las Tierras Altas. Fue creado a partir del repertorio de danzas folclóricas gaélicas, pero formalizado con las convenciones del ballet, y ha estado sujeto a influencias de fuera de las Highlands. El baile de las tierras altas se realiza a menudo con el acompañamiento de la música de gaita de las tierras altas, y los bailarines usan zapatos especializados llamados ghillies. Ahora se ve en casi todos los eventos de los juegos de las Highlands de la actualidad.
La danza de las tierras altas no debe confundirse con la danza country escocesa, la danza cèilidh o la danza zueco, aunque pueden demostrarse en presentaciones y estar presentes en eventos sociales.

## Descripción básica del baile de las tierras altas

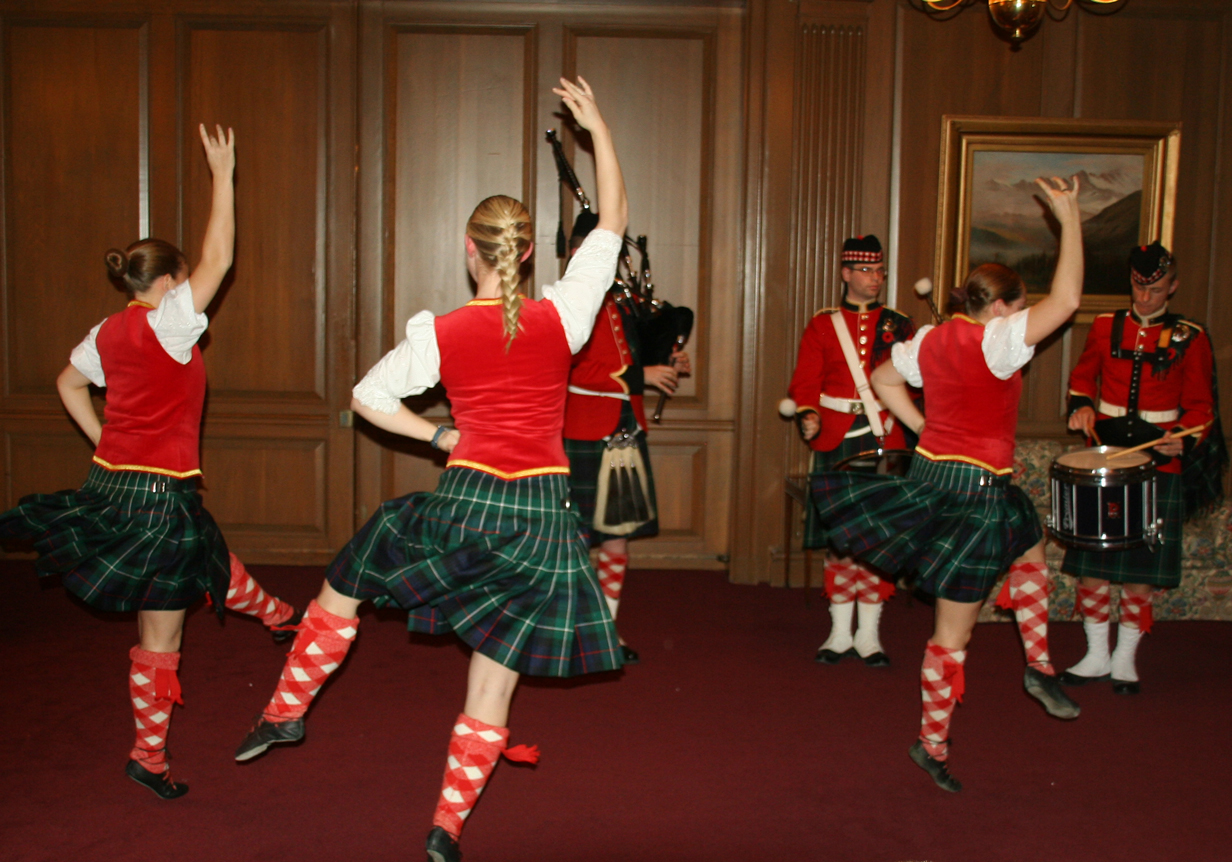
Royal Military College of Canada practicando danza de las tierras altas de Escocia, con gaitero y bateristas

El baile de las tierras altas es una forma de baile competitiva y técnica que requiere técnica, resistencia y fuerza, y es reconocido como un deporte por el Consejo de Deportes de Escocia.
En Highland dance, los bailarines bailan en la punta de los pies. El baile de las tierras altas es una forma de baile de pasos en solitario, de la cual evolucionó, pero mientras que algunas formas de baile de pasos son de naturaleza puramente percusiva, el baile de las tierras altas implica no solo una combinación de pasos, sino también algunos movimientos integrales de la parte superior del cuerpo, brazos y manos.
El baile de las tierras altas no debe confundirse con el baile country escocés, que es tanto un baile social (es decir, un baile que se baila con una pareja o parejas) como el baile de salón, y un baile de formación (es decir, un baile en el que un elemento importante es el patrón de movimiento grupal en la pista de baile) como el baile cuadrado.
Algunas danzas de las Highlands derivan de las danzas sociales tradicionales. Un ejemplo es el Highland Reel, también conocido como Foursome Reel, en el que grupos de cuatro bailarines alternan entre pasos solistas uno frente al otro y un estilo en forma de ocho con movimiento progresivo entrelazado. Aun así, en los concursos, los bailarines de Highland Reel son juzgados individualmente. La mayoría de los bailes de las Highlands se bailan en solitario.

### Bailes escoceses e irlandeses
Muchos no practicantes piensan que las dos formas celtas son sinónimos. Si bien algunos estudios de danza enseñan ambos, son dos estilos distintos, no solo en el atuendo. En comparación con la danza escocesa de las tierras altas, los bailarines irlandeses rara vez usan los brazos que se sostienen al lado del cuerpo (en lugar de levantarlos por encima de los hombros), las piernas y los pies se cruzan con frecuencia (no girados a 45°) y el uso frecuente de los zapatos de paso con suela (en comparación con ghillies o 'bombas'). Hay un mayor uso de la coreografía que los movimientos tradicionales.

## Historia

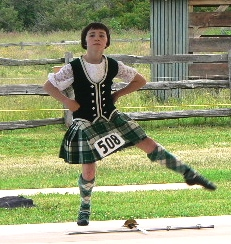
Una joven bailarina de Highland demuestra su danza de la espada escocesa en los Juegos de las Highlands de Bellingham (Washington) 2005

La danza moderna de las Highlands surgió en los siglos XIX y XX. Fue "creado a partir del repertorio de danzas folclóricas gaélicas, pero formalizado con las convenciones del ballet".
Parece que los guerreros realizaban formas de danza con espadas en muchas partes de Europa durante el período prehistórico. Las formas de danza con espada también están atestiguadas en el período medieval tardío. Las danzas ritualistas y combativas que imitaban hazañas épicas y habilidades marciales eran una característica familiar en la tradición y el folclore escoceses. La primera referencia a estos bailes en Escocia se menciona en el Scotichronicon que fue compilado en Escocia por Walter Bower en la década de 1440. El pasaje se refiere a Alejandro III y su segundo matrimonio con la noble francesa Yolande de Dreux en Jedburgh el 14 de octubre de 1285.
A la cabeza de esta procesión estaban los hábiles músicos con muchos tipos de música de pipa, incluida la música de gaitas, y detrás de ellos otros que realizaban espléndidamente una danza de guerra con intrincados entrelazados hacia adentro y hacia afuera. En la retaguardia aparecía una figura sobre la que era difícil decidir si era un hombre o una aparición. Parecía deslizarse como un fantasma en lugar de caminar sobre sus pies. Cuando parecía que estaba desapareciendo de la vista de todos, toda la frenética procesión se detuvo, la canción se apagó, la música se desvaneció y el contingente de baile se congeló repentina e inesperadamente.
Se dice que en 1573 los mercenarios escoceses realizaron una danza de la espada escocesa ante el rey de Suecia, Juan III, en un banquete celebrado en el castillo de Estocolmo. La danza, "una característica natural de las festividades", se utilizó como parte de un complot para asesinar al Rey, donde los conspiradores pudieron desnudar sus armas sin despertar sospechas. Afortunadamente para el Rey, en el momento decisivo nunca se dio la señal acordada.[cita requerida]
'Sword dance and Highland Dances' se incluyeron en una recepción para Ana de Dinamarca en Edimburgo en 1589, y una mezcla de danza de espada y acrobacias se realizó antes de que llegara al trono James VI en 1617 (New Statistical Account of Scotland Edinb. 1845 x, págs.44-45) y nuevamente para Carlos I en 1633, por la incorporación de Skinners y Glovers de Perth.
La silla de Su Majestad estaba colocada en la pared junto al Agua de Tay, donde había un escenario flotante de madera revestido de abedules, sobre el cual, para la bienvenida y la entrada de Su Majestad, trece de nuestros hermanos de esta vocación de Glovers con gorras verdes, cuerdas de plata, cintas rojas, zapatos blancos y cascabeles en las piernas, estoques esquilando en sus manos y todos los demás abulzement, bailaron nuestra danza de la espada con muchos nudos difíciles y allapallajesse, cinco debajo y cinco arriba sobre sus hombros, tres de ellos bailando a través de sus pies, y sobre ellos, bebiendo vino y rompiendo vasos. Lo cual (alabado sea Dios) se actuó y se hizo sin lastimar ni resentir a nadie.
La política de represión cultural del gobierno central británico contra la cultura de las Tierras Altas culminó en 1747 cuando entró en vigor la Ley de Proscripción, que prohibía el uso de faldas escocesas a los varones civiles. La ley fue derogada en 1782 y, a principios del siglo XIX, hubo una especie de romantización de la cultura de las Tierras Altas (o como se imaginaba). Este resurgimiento, más tarde impulsado en gran medida por el entusiasmo de la reina Victoria por él, incluyó los inicios de los juegos de las Highlands tal como los conocemos ahora. El baile de las Highlands fue una parte integral de los Juegos desde el comienzo de su renacimiento moderno, pero la selección de bailes realizados en los Juegos se redujo intencionalmente, principalmente para la conveniencia de los jueces. Por lo tanto, si bien la tradición de los juegos de las Tierras Altas parecía a primera vista haber fomentado y preservado el baile de las Tierras Altas, muchos bailes más antiguos se perdieron porque nadie consideró que valiera la pena practicarlos, ya que no eran necesarios para la competencia. La naturaleza de estas exhibiciones y competencias también afectó el estilo del baile en sí.

## Organizaciones
La mayoría de los bailes anteriores al siglo XX no se organizaban a nivel nacional o internacional. Los jueces de los concursos eran personas locales, sin estándares específicos para la vestimenta o los pasos para bailar. Las sociedades locales de Caledonia formaron a jóvenes bailarines a la manera de cada sociedad. Lentamente se logró la coherencia de los pasos y se establecieron organizaciones específicas de baile.
Los bailarines ahora se someten a exámenes escritos y evaluaciones prácticas para convertirse en maestros, y luego se les capacita y evalúan para convertirse en examinadores de bailarines y luego en jueces o juezas de competencia.

### Junta Oficial Real Escocesa de Highland Dancing (RSOBHD)
Muchas, si no la mayoría de las reuniones de Highland en todo el mundo, reconocen a la Junta Oficial Real Escocesa de Highland Dancing (RSOBHD), formada en 1950, como el organismo rector mundial de la danza de Highland. El título 'Real' de la Reina del Reino Unido fue aprobado el 16 de noviembre de 2019. La RSOBHD estandarizó los pasos de baile para propósitos de competencia, estableció reglas para competencias y vestimenta, y certifica competencias e instructores. El RSOBHD World Highland Dance Championship se lleva a cabo anualmente en Cowal Highland Gathering desde 1934. Hoy este Campeonato del Mundo RSOBHD está sancionado por la RSOBHD en tres niveles: Juvenil, Junior y Adulto. Solo los bailarines registrados en SOBHD pueden competir en este campeonato RSOBHD.
La RSOBHD está formada por representantes de diferentes organismos y asociaciones de Highland Dancing de todo el mundo. La Junta está compuesta por delegados de los órganos examinadores (asociaciones de enseñanza profesional), organizaciones afiliadas en Australia (Junta Australiana de Highland Dancing Inc.), Canadá (ScotDance Canadá), Sudáfrica (Junta Oficial de Highland Dancing (Sudáfrica)), Nueva Zelanda (Scot Dance New Zealand) y los Estados Unidos (Federación de Maestros y Adjudicadores de los Estados Unidos) que representan las muchas danzas de las Highlands organizaciones en esos países.
La junta de RSOBHD sanciona los campeonatos de baile de las Highlands, aunque en realidad no organiza ninguno de ellos. Hay campeonatos no autorizados por RSOBHD organizados por organizaciones no alineadas con RSOBHD en los que los bailarines registrados de RSOBHD tienen prohibido participar por parte de RSOBHD. En las competencias y campeonatos organizados por organizaciones que no pertenecen a RSOBHD, todos los bailarines son bienvenidos, sin embargo, si eligen participar, pueden recibir una prohibición de RSOBHD. De manera similar, los bailarines no registrados en RSOBHD tienen prohibido bailar en competencias autorizadas por RSOBHD por RSOBHD. Cada año, la RSOBHD selecciona los pasos del campeonato que realizarán los bailarines en campeonatos de todo el mundo. Se ha publicado un libro oficial de técnicas de RSOBHD Highland Dance para bailarines y profesores.

### Otros cuerpos danzantes
Otras organizaciones que califican a los bailarines, maestros y jueces de Highland y realizan competencias incluyen:
- La Asociación Escocesa de Baile de las Tierras Altas (SOHDA)
- La Academia de Danza Nacional y de las Tierras Altas de Nueva Zelanda
- La Unión Escocesa Victoriana (Australia).

Estas organizaciones proporcionan un amplio programa de bailes nacionales y de las Tierras Altas y pasos dentro de su enseñanza.

### Juegos y competiciones de las Highlands

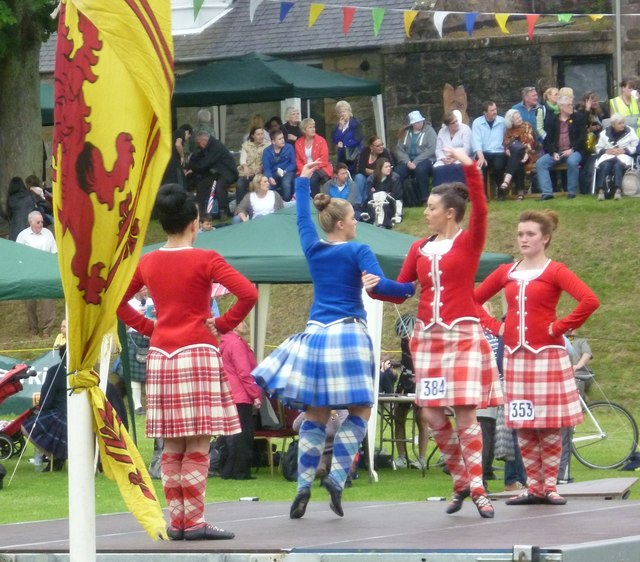
Highland dancers en los Ceres Highland Games, 2013

En los juegos de las Tierras Altas, los bailes de las Tierras Altas al principio eran bailados solo por hombres. Las mujeres participaban en bailes sociales y las niñas aprendían bailes en solitario como parte de sus clases generales de baile. De hecho, los maestros de baile a menudo alentaban a sus estudiantes más prometedores (hombres o mujeres) a realizar bailes en solitario en sus 'asambleas' de fin de curso.
A finales del siglo XIX, una joven llamada Jenny Douglas (también se sugiere el nombre de Lorna Mitchell) decidió participar en un concurso de baile de las Highlands. Como esto no estaba expresamente prohibido, se le permitió entrar. Desde entonces, el número de mujeres que participan en el deporte ha aumentado hasta hoy, más del 95% de todas las bailarinas son mujeres. Ha habido varias campeonas del mundo femeninas coronadas en el Cowal Highland Gathering desde que comenzaron a organizar la competencia en 1948. El primer estadounidense en ganar el Campeonato Mundial de Adultos fue Hugh Bigney, quien ganó el título en 1973. De hecho, los primeros tres Campeonatos del Mundo de Adultos fueron ganados por mujeres: Nancy Cotter de Nueva Zelanda (1948), Margaret Samson (1949 y 1950). Esta feminización de las artes populares es un patrón común en el proceso de su "gentrificación", especialmente después de que ya no cumplen un papel funcional en una cultura guerrera centrada en el hombre. Los hombres todavía están bien representados en los campeonatos mundiales.
Los concursos de baile de las Highlands se pueden llevar a cabo únicamente o como parte de eventos más grandes. La pequeña competencia anual escocesa Glen Isla es casi discreta en el borde de la carretera, y está al lado de eventos de tuberías y algunos eventos de juegos pesados. Los Juegos Glengarry Highland de Canadá, por otro lado, son uno de los eventos de baile y flautas más grandes del calendario norteamericano. Muchas de las competiciones de Australia se llevan a cabo en el interior como una actividad individual, mientras que las competiciones canadienses y escocesas se asocian con los juegos de las Highlands con una sala cercana disponible en caso de mal tiempo.
En lo que a concursos se refiere, hasta principios del siglo XX los bailes habituales que se veían eran el Sword Dance, el Seann Triubhas, el Strathspey y Highland Reel, el Reel of Tulloch y el Highland Fling. Desde entonces, varios otros bailes (preexistentes) se han agregado al repertorio de la competencia. Por ejemplo, dos bailes de personajes, 'The sailor's hornpipe' y 'The Irish jig ' ganaron popularidad en producciones de music hall y vodevil.

### Juzgado
La mayoría de los jueces de hoy evalúan a un bailarín según tres criterios principales: tiempo, técnica e interpretación/comportamiento general.
- El tiempo se refiere a la capacidad del bailarín para seguir el ritmo de la música.
- La técnica tiene que ver con la correcta ejecución de los pasos en coordinación con los movimientos del resto del cuerpo, incluidos los movimientos de cabeza, brazos y manos.
- La interpretación artística cubre ese elemento esencial de toda la danza y el arte en general que no puede cuantificarse ni reducirse a ningún conjunto de reglas o puntos específicos, pero que sí se refiere a la capacidad del bailarín o intérprete para transmitir un sentido de sentimiento, comprensión y aprecio de la forma de arte.
- La habilidad del bailarín, incluida la altura de salto y la confianza.

Los diversos órganos rectores de los bailes de las Tierras Altas establecen parámetros para los bailes mismos y sistemas de puntuación para calificar a los bailarines y determinar su clase y el progreso de una clase a otra. El sistema de puntuación para estas competencias comienza con cada bailarín comenzando con 100 puntos. Por cualquier error, mala ejecución, etc., resulta en la resta de puntos a discreción de los jueces. Luego, los bailarines se clasifican de mayor a menor cantidad de puntos, y las medallas y los puntos se otorgan según el número de bailarines de la clase.
La noción de cómo se debían ejecutar los bailes cambió drásticamente a lo largo de los años. Por ejemplo, hacer un baile de espada al estilo de principios del siglo XX en una competencia hoy haría que un bailarín fuera descalificado casi de inmediato. Solía haber una terrible confusión en cuanto a qué se permitiría (o prescribiría) dónde, hasta que el RSOBHD llegó con un estándar que se ha vuelto aceptable para la mayoría de los bailarines competitivos.

## Tipos de bailes
Los bailes escoceses de las tierras altas se dividen generalmente en varios tipos. Las categorías son más por conveniencia que por estilo estricto:
- Danzas de las tierras altas (como la aventura de las tierras altas y la danza de la espada)
- Bailes nacionales (como el canto escocés, la fantasía de Flora McDonald's)
- Bailes de personajes (como la trompeta del marinero, el jig irlandés y el cakewalk)

El baile de pasos y el baile de zuecos también solían ser parte de algunas competiciones.
Los pasos de cada baile ahora se establecen en el programa de estudios nacional e internacional, como los libros de texto del RSOBHD, United Kingdom Alliance Ltd (UKA) y la Asociación Británica de Profesores de Danza (BATD). Cada baile consta de varios pasos, que pueden estar numerados o redactados. Una aventura RSOBHD de cuatro pasos en Highland puede tener el 1er paso, 7º, 5º alternativo y terminar con el 8.º paso; o, Derramamiento, Doble sacudida y balanceo, Segundo retroceso y Último derramamiento.

### Bailes de las tierras altas
El Highlander se desarrolló "como una preparación necesaria para el manejo de la espada ancha … usada en ciertos bailes para exhibir su destreza"; esto incluyó bailar sobre dos espadas desnudas que están colocadas una sobre la otra en el suelo, mientras un bailarín se mueve ágilmente alrededor de ellas. Colocar diestramente los pies mediante un paso peculiar en los intervalos entre espadas cruzadas, como en el Ghillie Callum, se ha relacionado durante mucho tiempo con danzas antes de una batalla decisiva o como danza de la victoria. Cuenta la leyenda que, en vísperas de la batalla, el jefe de las tierras altas llamaba a los mejores bailarines del clan, que bailaban la danza de la espada. Si los bailarines evitaban con éxito tocar cualquiera de las espadas, entonces se consideraba un presagio de que la batalla del día siguiente sería a favor del clan. Una explicación más práctica detrás del significado de esta danza se puede encontrar en las salas de entrenamiento de estilos más antiguos de esgrima, donde los estudiantes de la espada desarrollaron su juego de pies siguiendo patrones geométricos de cruces, cuadrados y triángulos marcados en el piso.
En otra versión del baile de espadas escocés, el montañés bailaba sobre un escudo de objetivos, esto tiene similitudes con un antiguo ejercicio romano en el que el hombre de pie sobre un escudo tenía que defenderse y mantenerse erguido mientras otros intentaban sacárselo de debajo. Muchas de las danzas de las Highlands que ahora hemos perdido se realizaban alguna vez con armas tradicionales que incluían el hacha de Lochaber, la espada, el dique y la daga y el mayal, la vieja canción de baile de Skye, 'Buailidh mi thu anns a' cheann'(golpearé su cabeza) indican alguna forma de juego de armas con la música, 'romper la cabeza' fue el golpe ganador en los partidos a golpes en toda Gran Bretaña, 'porque en el momento en que la sangre corre una pulgada en cualquier lugar por encima de la ceja, el viejo jugador al que pertenece es golpeado, y tiene que parar '.
El Highland Dirk Dance, en el que el bailarín hace florecer el arma, a menudo está relacionado con el baile de la espada o los bailes llamados 'Mac an Fhorsair', (literalmente, 'el hijo del Forester'), el 'Ejercicio de la espada ancha' o el 'Bruicheath' (danza de batalla). Se mencionan en una serie de fuentes, generalmente militares, y pueden haber sido interpretadas en una variedad de formas diferentes, practicadas por dos artistas en forma de duelo o como una rutina en solitario.
Se ha afirmado que la melodía de Gille Chaluim (en inglés como 'Gillie Callum' y que significa 'el sirviente de Calum' en gaélico) se remonta a Malcolm III de Escocia (1031-1093), pero esta afirmación seguramente se fabricó para proporcionar credenciales falsas para la antigüedad de la danza que es poco probable que se haya inventado antes de 1800. Según una tradición, las espadas cruzadas supuestamente se colocaban en el suelo antes de una batalla mientras un soldado bailaba alrededor de las espadas. Si sus pies chocaban contra las espadas, sería herido en la batalla. Esto puede derivar del folclore que a menudo rodea a la cultura guerrera, pero el estilo de la danza fue cambiado por los hermanos Maclennan de Fairburn.
Una teoría sobre el Highland Fling es que fue un baile de triunfo al final de una batalla. Otra teoría (no menos romántica) es que se realizó antes de las batallas (como la danza de la espada), sobre el escudo del bailarín. El escudo tendría una púa en el medio, alrededor de la cual el bailarín haría el baile que implica mover los pies, saltar y pisar con cuidado, supuestamente para ahuyentar a los espíritus malignos. El bailarín está confinado en un lugar y chasquea los dedos (lo que se redujo en los últimos tiempos a simplemente sostener las manos con el pulgar tocando la segunda articulación del dedo medio y los otros tres dedos extendidos en el aire). Dejando de lado la obvia dificultad de bailar alrededor de una punta afilada en un escudo, una teoría mucho más plausible es que el Highland Fling no es otro que un Foursome Reel con los bits progresivos omitidos: en las reuniones sociales, los bailarines "competirían'' mostrando de los elegantes pasos en solitario que podían realizar, mucho antes de que se inventaran las competiciones formales en los juegos de las tierras altas.
Otra historia que rodea al Fling afirma que está destinado a imitar a un ciervo; cuenta la historia que su padre le pidió a un niño que vio un ciervo que lo describiera. Le faltaron las palabras, así que bailó en su lugar; la posición de las manos se asemeja a la cabeza y las astas de un ciervo. Esta leyenda urbana esconde el hecho de que los montañeses solían chasquear los dedos mientras bailaban.
Se supone que Ruidhle Thulaichean (en inglés como 'El carrete de Tulloch') se originó en el cementerio de Tullich, Aberdeenshire, donde la congregación esperaba al difunto ministro. Durante el retraso, silbaron una melodía de las tierras altas y comenzaron a improvisar un baile. Una versión más espantosa de la historia es que la danza se deriva de un rudo juego de fútbol que los habitantes de Tulloch jugaban con la cabeza cortada de un enemigo; las palabras gaélicas al son de la melodía lo confirman.
El Seann Triubhas significa "pantalones viejos" en gaélico y está asociado románticamente con la derogación de la proscripción de la falda escocesa por parte del gobierno después del fallido Levantamiento jacobita de 1745. Sin embargo, la danza es considerablemente más joven, y la mayoría de los pasos que se realizan en la actualidad datan de finales del siglo XIX.
Al igual que otras tradiciones de danza, lo que se denomina 'danza de las tierras altas' es una forma híbrida que ha ido cambiando constantemente de acuerdo con la estética contemporánea y las interpretaciones del pasado. Si bien algunos elementos pueden tener siglos de antigüedad, otros elementos son mucho más modernos. La gran mayoría de las danzas que ahora se realizan fueron compuestas en el siglo XX.
Los bailes de las Tierras Altas ahora se complementan en los Juegos de las Tierras Altas y las competiciones de baile con lo que se conoce como bailes nacionales. En el baile de las Highlands, todos los bailarines usan una falda escocesa o pantalones de tartán. Los bailarines llevan chaquetas, corbatas y gorros. Las bailarinas visten blusas con chalecos o chaquetas.

### Bailes nacionales

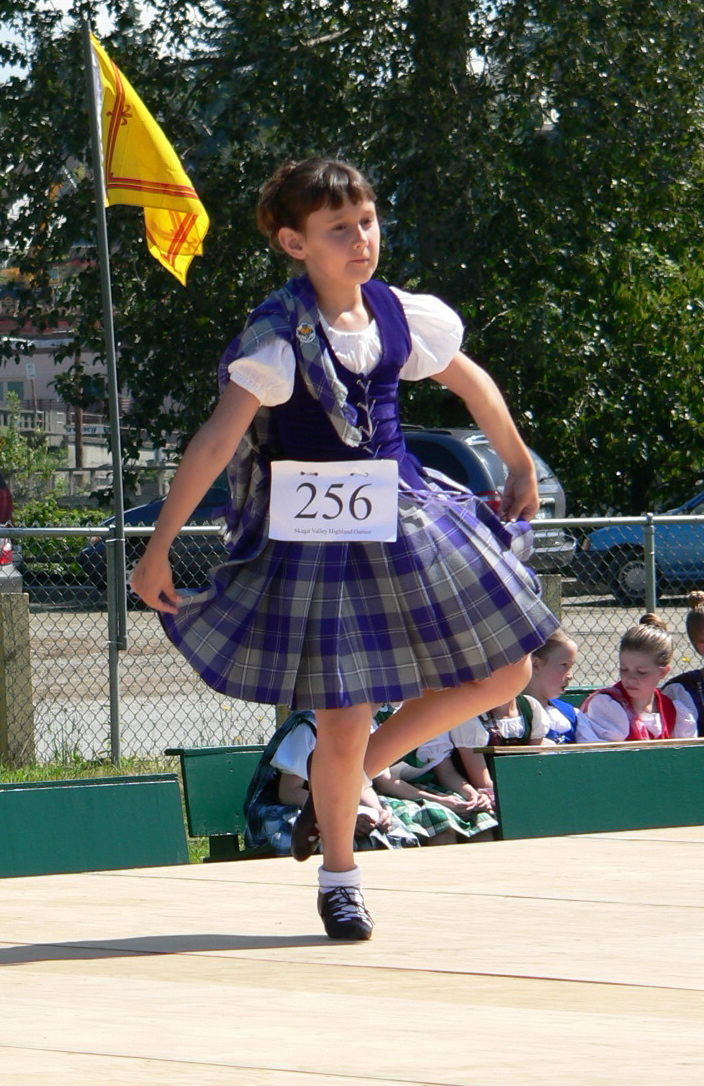
Danza nacional escocesa en los Juegos de las Tierras Altas de Skagit Valley 2005. La bailarina lleva el vestido Aboyne para mujeres.

En los juegos de Highland, los bailes nacionales incluyen Scottish Lilt, Earl of Erroll, Blue Bonnets, Hielan 'Laddie, Scotch Measure, Flora MacDonald's Fancy, Village Maid y Barracks Johnny, que ilustran la historia del baile y otros aspectos de Historia y cultura escocesa. Algunas de las danzas nacionales fueron enseñadas por maestros de danza en el siglo XIX y muestran una influencia del ballet, mientras que otras derivan de tradiciones anteriores y se adaptaron a gustos posteriores. El 'Conde de Erroll', por ejemplo, se basa en un juego de pies de percusión de zapato duro del siglo XVIII, aunque los bailarines de las Highlands de hoy lo interpretan en suaves Ghillies. Algunos de los bailes nacionales fueron preservados y enseñados por maestros de danza como DG MacLennan y Flora Buchan, mientras que algunos fueron interpretados y reconstruidos a mediados del siglo XX a partir de notas escritas en el manuscrito de 1841 de Frederick Hill.
Para los bailes nacionales, las bailarinas pueden usar un 'aboyne' (después de los Juegos Aboyne Highland, donde las mujeres no pueden usar faldas escocesas para bailar hasta el día de hoy, por lo que se ideó un atuendo como alternativa).

### Bailes de personajes
La trompeta del marinero se adaptó de un baile inglés y ahora se realiza con más frecuencia en Escocia, mientras que el Irish Jig es una caricatura humorística y un tributo a la danza del paso irlandés (la bailarina, con un traje rojo y verde, es una interpretación de un irlandés, gesticulando con enojo y frunciendo el ceño). Si el jig irlandés es bailado por una mujer o una niña, se trata de una esposa angustiada que regaña a su marido, una mujer atormentada por duendes o una lavandera que persigue a los niños burlones (o niños en general) que han ensuciado su ropa. Mostrar el puño de la mujer simboliza su deseo de golpear a los niños, a los duendes o al marido. Si lo baila un hombre o un niño, es la historia de los pantalones de cuero de Paddy, en los que una lavandera descuidada ha encogido los finos pantalones de cuero de Paddy y él agita su shillelagh hacia ella con ira y mostrando el puño, con la intención de golpear.
El Hornpipe imita a un marinero de la armada de su majestad que hace un trabajo a bordo del barco: arrastrar la cuerda, deslizarse en la cubierta alegre y recibir su cheque de pago, y tiene muchos detalles involucrados que retratan al personaje (por ejemplo, el bailarín no toca sus palmas, se supone que está sucio, en su uniforme). Realizado con un uniforme de marinero británico, su nombre deriva del instrumento que lo acompaña, el hornpipe. Se interpreta con melodías como "Crossing the Minch" (Pipe Major Donald MacLeod) "Jackie Tar" (Tradicional) y muchas otras melodías tanto contemporáneas como tradicionales.
Quizás uno de los elementos más inusuales de la danza de personajes en los concursos de danza moderna de las Highlands es la inclusión del cakewalk.
El cakewalk es originalmente un baile realizado por esclavos negros en el sur de los Estados Unidos que imita, con un estilo exagerado, los majestuosos bailes de salón de cortejo de los dueños de esclavos. Es único en Highland Dance competitivo, ya que es el único baile que siempre se realiza como dúo y es el único baile que se originó fuera de las islas británicas. También es única la inclusión de disfraces fantasiosos y a menudo extravagantes en los que se basa parte del juicio del arte. Si bien ocasionalmente se llevan a cabo concursos de disfraces con respecto a los atuendos que se usan para los otros bailes, los atuendos para esos bailes se prescriben con mucho cuidado (las diferencias se limitan principalmente a la elección del tartán, el color de las chaquetas o fajas, y opciones como mangas de encaje y chalecos de terciopelo en lugar de chaquetas de terciopelo) ese disfraz no juega un papel importante en la competencia de baile o varía mucho entre los bailarines. Por el contrario, mientras que el paseo se puede bailar con el atuendo tradicional escocés, los bailarines que participan en el paseo a menudo intentan idear el disfraz de dúo más creativo que puedan, como Frankenstein y su novia, o Mickey y Minnie Mouse . El cakewalk generalmente solo se baila en competiciones a gran escala, como campeonatos nacionales o provinciales, y generalmente está restringido al nivel superior de bailarines competitivos conocidos como 'premier' (anteriormente 'abierto'. ) El paseo se realiza generalmente con 'Whistling Rufus', escrito en 1899 por Kerry Mills. La inclusión del cakewalk en el competitivo Highland Dance se atribuye al bailarín, juez y examinador James L. McKenzie, quien introdujo el baile en Escocia desde los Estados Unidos. En 2021, la RSOBHD dictaminó eliminar el baile de la competencia sobre la base de que era despectivo para las personas de color .

### Danzas de las Hébridas
Las 'danzas de las Hébridas' se originaron en las Hébridas y ahora son bailadas por bailarines de las Highlands. Se desconoce cuándo se originaron estas danzas o quién las creó, pero el maestro de danza del siglo XIX, Ewen MacLachlan, las enseñó en las islas occidentales a mediados del siglo XIX.